# 狭苞香青
狭苞香青（学名：Anaphalis stenocephala）是菊科香青属的植物，为中国的特有植物。分布于中国大陆的西藏、云南等地，生长于海拔3,000米至3,200米的地区，多生于亚高山干燥山地以及松林下，目前尚未由人工引种栽培。